# Czech Connect Airlines
Czech Connect Airlines era uma companhia aérea checa com sede em Ostrava. Sua base principal era o Aeroporto de Brno.

## História
A Czech Connect Airlines foi fundada em 2011. Operou voos regulares para a Rússia e CES; e voos charter para agências de viagens para vários destinos populares de verão.
Em janeiro de 2012, a empresa anunciou falência e encerrou suas atividades.

## Frota

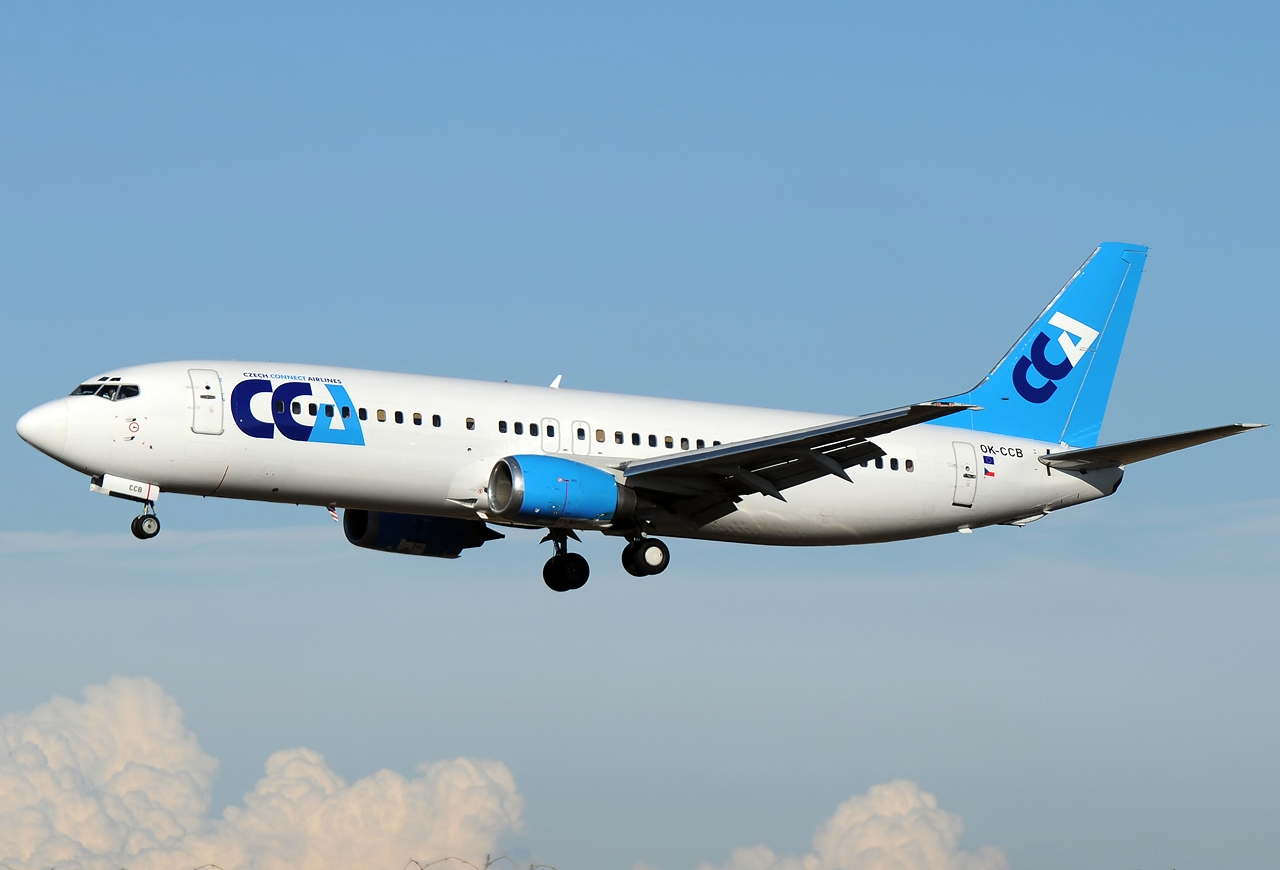
Um Boeing 737-400 da Czech Connect Airlines

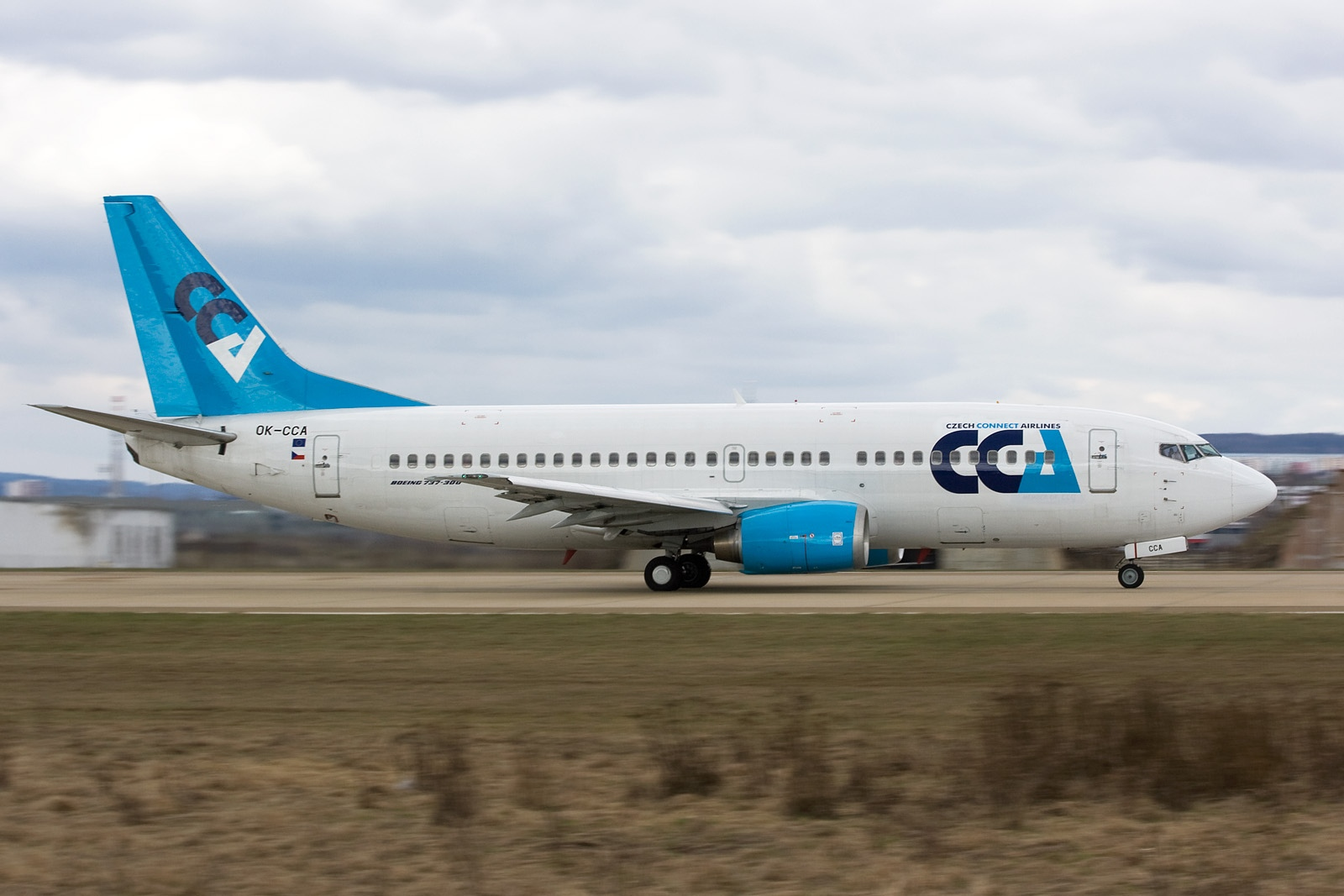
Um Boeing 737-300 da Czech Connect Airlines

A frota da Czech Connect Airlines consistia nas seguintes aeronaves (Julho de 2011):
| Aeronaves      | Em Serviço | Ordens | Passageiros | Notas |
| -------------- | ---------- | ------ | ----------- | ----- |
| Boeing 737-300 | 1          | –      | 148         |       |
| Boeing 737-400 | 1          | –      | 156         |       |
| Total          | 2          | 0      |             |       |